# Milus
Milus is een horlogemerk dat in 1919 in de Zwitserse plaats Bienne opgericht werd. Het was 83 jaar lang een familiebedrijf tot het in 2002 overgenomen werd door Chinese investeerders. In 2016 werd het bedrijf weer zelfstandig onder leiding van Luc Tissot, een nazaat van de horlogemakersfamilie. Het merk bouwde in de loop der jaren een solide reputatie op onder liefhebbers van verfijnde horloges.

## Geschiedenis
Milus werd in 1919 opgericht door Paul William Junod (1896-1951). Na zijn overlijden in 1951 nam zoon Paul Herbert de leiding van het familiebedrijf over, die het bedrijf in 1982 overdroeg aan zijn twee zonen, Paul en Pierre. In de periode 1970 – 1973 won Milus drie keer de "Rose d'Or de Baden-Baden" voor hun extravagante sieradenhorloges. Ook in latere jaren werden Milus-horloges onderscheiden met diverse prijzen.
Tijdens de kwartscrisis van de jaren 1970 maakte Milus samen met twee andere horlogemakers het eerste elektronische horloge met een LCD-scherm. In de jaren 1980 begon het bedrijf met private label productie voor bekende merken zoals Aston Martin. De 'Bauhaus-aanpak' maakte Milus tot een favoriet in creatieve kringen. Het merk won daarmee prijzen voor originaliteit, zoals in 1992 voor het Far Side-model.

### Overnames
In 2002 werd het bedrijf overgenomen door de Chinese investeerder Peace Mark-groep. Deze deed het bedrijf in 2008 over aan Chow Tai Fook, een in Hongkong gevestigd conglomeraat. Er werden grote investeringen gedaan, maar het Chinese avontuur werd een mislukking. Onder het Chinese eigenaarschap werd het prestigesegment opgezocht, daar waar het merk juist bekend stond om zijn betaalbare klasse. Milus kon zich geen plaats verwerven tussen de echte prestigemerken en raakte hiermee geleidelijk in de vergetelheid. In 2016 nam een nazaat uit het Tissot-horlegemakersgeslacht, Luc Tissot, het bedrijf over, waarbij hij inzette op een jaarproductie van 5.000 stuks.

## Trivia
Tijdens de Tweede Wereldoorlog reageerde Milus op een aanbesteding van de Amerikaanse marine voor een eenvoudig, betrouwbaar, leesbaar en vooral solide horloge. Milus stelde hiervoor de Snow Star voor. De Amerikaanse marine gaf het horloge als onderdeel van een Life Barter Kit mee aan hun piloten. Het doosjes met daarin ook gouden juwelen moest de piloten dienstbaar zijn als ze werden neergeschoten en gedwongen waren in vijandelijk gebied te landen, om aan de lokale bevolking te worden verkocht voor voedsel, onderdak of hulp.